# Zimirina brevipes
Zimirina brevipes är en spindelart som beskrevs av Pérez och Blasco 1986. Zimirina brevipes ingår i släktet Zimirina och familjen Prodidomidae.
Artens utbredningsområde är Spanien. Inga underarter finns listade i Catalogue of Life.